# Cố (họ)
Cố là một họ của người Trung Quốc (chữ Hán: 顾, Bính âm: Gu). Họ này xếp thứ 93 trong danh sách Bách gia tính, về mức độ phổ biến họ này xếp thứ 89 ở Trung Quốc theo thống kê năm 2006.

## Người Trung Quốc họ Cố nổi tiếng
- Cố Ung, Tướng nhà Đông Ngô thời Tam quốc
- Cố Khải Chi, danh họa thời Đông Tấn
- Cố Hoành Trung, danh họa thời Ngũ Đại Thập Quốc
- Cố Hưng Tổ, Tướng nhà Minh thời Minh Anh Tông
- Cố Duy Quân, Tổng thống lâm thời của Trung Hoa Dân Quốc
- Cố Chúc Đồng, Tổng tư lệnh quân đội Quốc Dân Đảng Trung Quốc
- Cố Gia Huy, nhà soạn nhạc Hồng Kông
- Cố Thành, nhà thơ Trung Quốc
- Cố Trường Vệ, đạo diễn điện ảnh Trung Quốc